# Taron albocostus
Taron albocostus är en snäckart som beskrevs av Winston F. Ponder 1968. Taron albocostus ingår i släktet Taron och familjen Fasciolariidae. Inga underarter finns listade i Catalogue of Life.